# جرج گودچایلد (بازیکن فوتبال)
جرج گودچایلد (انگلیسی: George Goodchild؛ 1875 – ۱۹۲۷ (۵۱−۵۲ سال)) بازیکن فوتبال بود.
از باشگاه‌هایی که در آن بازی کرده‌است می‌توان به باشگاه فوتبال ناتینگهام فارست اشاره کرد.